# 1,10-fenantrolina
La 1,10-fenantrolina (o o-fenantrolina, spesso anche solo fenantrolina) è un composto eterociclico aromatico che può pensarsi derivato dal fenantrene per sostituzione formale del C-4 e del C-5 con due atomi di azoto, ciascuno con una coppia solitaria. A temperatura ambiente si presenta come una polvere bianca solubile nei solventi organici, poco in acqua. È commercializzata di solito in forma monoidrata, anch'essa un solido bianco, inodore. È un composto tossico, pericoloso per l'ambiente.
La collocazione dei due N nella molecola ne fa un legante bidentato chelante notevole. Come tale viene abbreviato o-phen o semplicemente phen. Esso forma complessi con moltissimi ioni metallici e anche con metalli di transizione a basso stato di ossidazione, formando con essi anelli a 5 termini. I più semplici e tipici sono gli ioni complessi omolettici trischelati [M(o-phen)3]2+ e [M(o-phen)3]3+. Tra questi, uno dei più studiati è quello di ferro, il suo sale con il solfato come controione tipico, ossia [Fe(o-phen)3]SO4, viene chiamato ferroina e costituisce un indicatore redox molto usato in chimica analitica: come tale (con Fe2+) è rosso intenso, la forma ossidata (con Fe3+) è azzurro intenso, e il cambio di colore è rapido e il sistema è reversibile.  Il potenziale standard della coppia redox in H2SO4 1M è di 1,06 V, ben maggiore di quello della coppia Fe3+/Fe2+ di 0,77 V.
Per la presenza dei due atomi di azoto è una base e il suo acido coniugato ha pKa di 4,86, risultando così una base un po' migliore della 2,2'-bipiridina (abbreviata bipy) (pKa = 4,30), molecola molto simile alla quale la 1,10-fenantrolina viene spesso paragonata come complessante. La bipiridina risulta un donatore migliore, ma la 1,10-fenantrolina ha il vantaggio entropico di avere i due atomi N già posizionati favorevolmente per la chelazione e i suoi complessi hanno costanti di formazione maggiori. Dalla fenantrolina deriva la neocuproina, 2,9-dimetil-1,10-fenantrolina. Per l'ingombro sterico dovuto ai metili che si affollano verso il metallo centrale, raramente si ottengono analoghi complessi trischelati con il metallo centrale, sebbene i bischelati siano comunque facilmente accessibili. La 1,10-fenantrolina forma complessi intensamente colorati con i reattivi di alchillitio: questi possono poi essere titolati semplicemente con alcool etilico che li converte nei corrispondenti alcossidi incolori, in modo che al punto di equivalenza il colore sparisce. Anche i reattivi di Grignard possono essere titolati allo stesso modo.